# Luther-Kirche (Jesuborn)

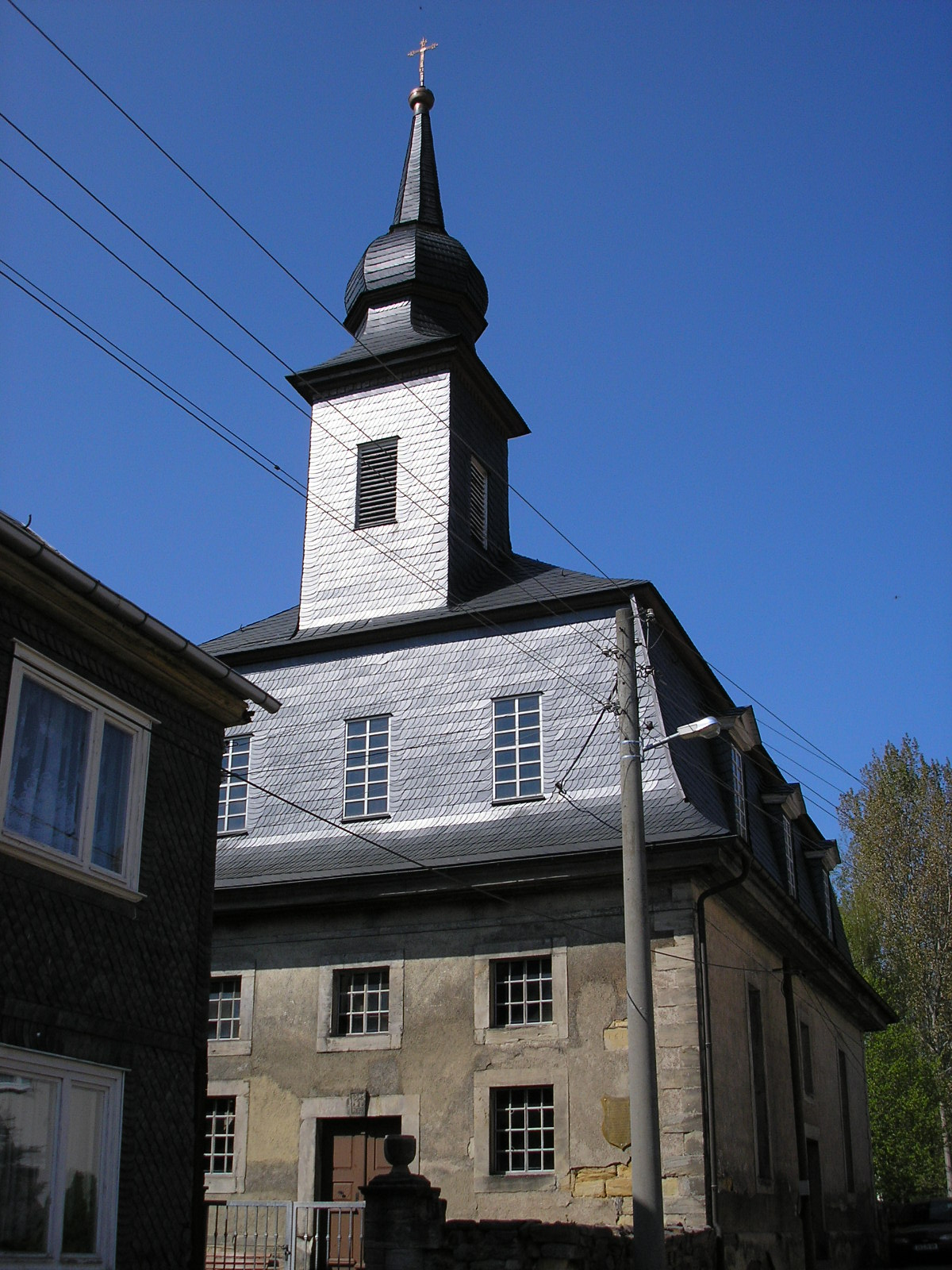
Die Kirche

Die evangelische Luther-Kirche steht im Ortsteil Jesuborn der Stadt Ilmenau im Ilm-Kreis in Thüringen. Sie gehört zur Kirchengemeinde Gehren im Kirchenkreis Arnstadt-Ilmenau der Evangelischen Kirche in Mitteldeutschland.

## Geschichte
Bereits im 16. Jahrhundert gab es dort schon eine Kapelle. Ein in die Kirchenmauer eingearbeiteter Stein trägt die Jahreszahl 1614, der Taufstein die Jahreszahl 1618. 1690 trennte sich Jesuborn von der Gehrener Kirche und wurde selbständig.
Am 15. November 1755 wurde der Turmknopf erneuert und mit Dokumenten versehen, ebenso 1794 im Zuge seiner Vergoldung, sowie 1870.
Bei einer Reparatur 1816 beschloss man den Neubau der Kirche. Beim Abriss fand man einen bestatteten Leichnam mit Degen und Sporen. Am 16. September 1816 erfolgte die Grundsteinlegung und am 23. September bei einer Betstunde das Richtfest. Am 4. Juni 1818 schlossen die Dachdecker die Dachdeckerarbeiten mit Schiefer ab.
1868 verbog ein Orkan die Turmspitze. Die Kirchgemeinde richtete 1869 auf dem Leidengarten einen neuen Friedhof ein. 1882 bekam die Kirche einen Blitzableiter. 1894 wurde eine Taufkanne angeschafft. Um 1900 erfolgten Sanierungs- und Instandsetzungsarbeiten. Fenster, Mensa und Kirche wurden instand gesetzt. 1915 wurden die Glocken für den Krieg eingeschmolzen, 1917 geschah dies mit dem Orgelprospekt sowie der Blitzableiter.
1920 zerschlug das Uhrgewicht die letzte Glocke. 1924 wurde die Kirche mit elektrischem Licht ausgestattet, und 1928 der Glockenturm.
Die Sprengung des in der Nähe befindliche Munitionsdepots nach dem Zweiten Weltkrieg zog die 1931 bis 1936 eingerichtete Innenausstattung stark in Mitleidenschaft.
1951 wurde der Turmknopf wiederum beschickt. Ein kleiner Gemeinderaum wurde eingerichtet und die Leichenhalle beim Altarraum gebaut. Der Glockenturms wurde abgerissen, das Dach gedeckt und eine neue Glocke aus Dörnfeld gekauft. 1972 erfolgte die Stabilisierung des Altars. 1993 wurde das Dach verkleinert und neue Fenster eingebaut.
Im Zuge der 175-Jahr-Feier im Jahr 1994 erfolgten der Einbau einer neuen elektrische Beleuchtung und neuer Fenster sowie die Verschönerung des Umfeldes.

## Orgel
1793 baute Johann Caspar Holland aus Schmiedefeld eine Orgel ein. Am 10. Oktober 1819 wurde die neu verzierte Orgel aus der alten Kirche eingebaut. Folgende Arbeiten sind bekannt: 1891 reparierte der ortsansässige Orgelbauer Karl Frosch das Instrument. 1895 erfolgte eine grundlegende Renovierung der Kirche, dabei dürfte die Orgel ihre heutige Farbgebung erhalten haben. 1898 wurde ein neuer Orgelmotor eingebaut. 1917 musste auch hier die Prospektpfeifen zu Kriegszwecken abgeliefert werden. 1925 fügte Orgelbauer Frosch fügte neue Prospektpfeifen aus Zink ein.